# Прад (округ)
Округ Прад (фр. Arrondissement de Prades) — округ у Франції, в департаменті Східні Піренеї. 2023 року округ об'єднував 123 муніципалітети, населення становило 60 250 осіб.
Адміністративний центр (супрефектура) — Прад.

## Муніципалітети
Список муніципалітетів округу та їхні коди INSEE:
1. Анве (66066)
2. Ангустрин-Вільнев-дез-Ескальд (66005)
3. Ансіньян (66006)
4. Арбуссоль (66007)
5. Байставі (66013)
6. Белеста (66019)
7. Болькер (66020)
8. Булетернер (66023)
9. Буль-д'Амон (66022)
10. Бур-Мадам (66025)
11. Вальманья (66221)
12. Вальсеболлер (66220)
13. Венса (66230)
14. Верне-ле-Бен (66222)
15. Вільфранш-де-Конфлан (66223)
16. Віра (66232)
17. Глор'ян (66086)
18. Дорр (66062)
19. Евс (66074)
20. Егат (66064)
21. Егатеб'я-Тало (66010)
22. Ейн (66075)
23. Ерр (66067)
24. Ескаро (66068)
25. Еспіра-де-Конфлан (66070)
26. Еставар (66072)
27. Естое (66073)
28. Жош (66089)
29. Жужоль (66090)
30. Іль-сюр-Тет (66088)
31. Йо (66100)
32. Казфабр (66040)
33. Кампом (66034)
34. Кампуссі (66035)
35. Канавей (66036)
36. Карамані (66039)
37. Кастей (66043)
38. Катллар (66045)
39. Клара (66051)
40. Кодале (66052)
41. Кодьєс-де-Конфлан (66047)
42. Кодьєс-де-Фенуєд (66046)
43. Конат (66054)
44. Корбер (66055)
45. Корбер-ле-Кабан (66056)
46. Корнея-де-Конфлан (66057)
47. Корнея-ла-Рив'єр (66058)
48. Ла-Кабанасс (66027)
49. Ла-Льягонн (66098)
50. Лансак (66092)
51. Латур-де-Кароль (66095)
52. Латур-де-Франс (66096)
53. Ле-Вів'є (66234)
54. Лез-Англь (66004)
55. Лескерд (66097)
56. Лос-Мазос (66104)
57. Манте (66102)
58. Маркісан (66103)
59. Матмаль (66105)
60. Міяс (66108)
61. Молі-ле-Бен (66109)
62. Мон-Луї (66117)
63. Монтальба-ле-Шато (66111)
64. Морі (66107)
65. Моссе (66119)
66. Наюжа (66120)
67. Неф'яш (66121)
68. Ніе (66123)
69. Ноед (66122)
70. Олетт (66125)
71. Орея (66128)
72. Оссежа (66130)
73. Пало-де-Сердань (66132)
74. Пезія-де-Конфлан (66139)
75. Пі (66155)
76. Планез (66143)
77. Планес (66142)
78. Порта (66146)
79. Порте-Пюїморан (66147)
80. Прад (66149)
81. Пратс-де-Сурнья (66151)
82. Прюне-е-Бельпюї (66153)
83. Прюньян (66152)
84. Пюїваладор (66154)
85. Рабує (66156)
86. Рає (66157)
87. Разігер (66158)
88. Реаль (66159)
89. Ригарда (66162)
90. Ріа-Сіраш (66161)
91. Родес (66165)
92. Санса (66191)
93. Саорр (66166)
94. Саягуз (66167)
95. Сен-Мартен (66184)
96. Сен-Мішель-де-Ллот (66185)
97. Сен-П'єрр-дель-Форкатс (66188)
98. Сен-Поль-де-Фенує (66187)
99. Сен-Фелію-д'Амон (66173)
100. Сент-Арнак (66169)
101. Сент-Леокаді (66181)
102. Сердінья (66193)
103. Сото (66192)
104. Суаніас (66197)
105. Сурнья (66198)
106. Таргассонн (66202)
107. Тарераш (66201)
108. Торинья (66204)
109. Тревіллаш (66215)
110. Трія (66216)
111. Тюез-Антр-Валь (66209)
112. Феллунс (66076)
113. Фенує (66077)
114. Фійоль (66078)
115. Фінестре (66079)
116. Фон-Роме-Одейо-Віа (66124)
117. Фонпедруз (66080)
118. Фонрабіуз (66081)
119. Формігер (66082)
120. Фосс (66083)
121. Фюїя (66085)
122. Юр (66218)
123. Юрбанья (66219)